# Fritz Wolfgang London
Fritz Wolfgang London (7. března 1900, Vratislav tehdy Německo – 30. března 1954, Durham, Severní Karolína, USA) byl německo-americký fyzik. Od roku 1939 byl pracoval na Dukeově univerzitě v Durhamu a v roce 1941 byl zvolen členem Americké fyzikální společnosti.
Fritz London vyvinul teorii chemické vazby homopolárních molekul. Jeho práce jsou považovány za milníky v moderní chemii a jsou uváděny ve všech učebnicích fyzikální chemie. Je po něm pojmenována interakce mezi dočasnými dipóly (multipóly) v molekule -  Londonova disperzní síla.
Se svým bratrem Heinzem Londonem významně přispěl k pochopení elektromagnetických vlastností supravodičů a byl nominován na Nobelovu cenu za chemii při pěti různých příležitostech.

## Život a studia
London se narodil ve Vratislavi v Německu (nyní Vratislav, Polsko) do bohaté německo-židovské rodiny vyšší střední třídy. Studoval v Bonnu, Frankfurtu nad Mohanem, Göttingenu, Mnichově a Paříži. V roce 1921 získal doktorát v Mnichově. Poté, co krátce pracoval jako učitel, pokračoval ve studiu fyziky v Göttingenu a Mnichově v letech 1922 až 1925. Byl asistentem Paula Petera Ewalda na Technické univerzitě ve Stuttgartu v letech 1926/27 a studoval v Curychu a Berlíně u Erwina Schrödingera. Docenturu získal v Berlíně v roce 1928.

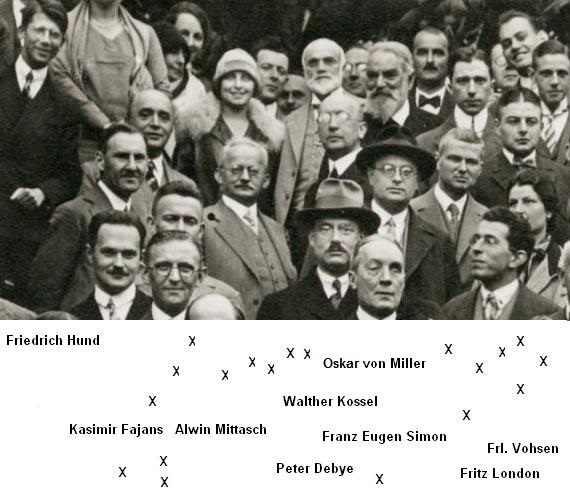
Fritz London na Bunsenově konferenci v Mnichově 1928 (první zprava dole)

Jako Žid ztratil London své místo na univerzitě v Berlíně poté, co Hitlerova nacistická strana schválila rasové zákony roku 1933. Přijal pak hostující pozice v Anglii, později ve Francii a v roce 1939 emigroval do Spojených států, kde se v roce 1945 získal občanství.
Ve Spojených státech se stal profesorem teoretické chemie na Dukeově univerzitě v Durhamu. V roce 1941 byl zvolen členem Americké fyzikální společnosti a v roce 1953 byl jmenován profesorem fyzikální chemie.
V roce 1953 mu byla udělena Lorentzova medaile. Na Nobelovu cenu za chemii byl nominován pětkrát, ale nikdy ji neobdržel. Zemřel na srdeční onemocnění v Durhamu v Severní Karolíně v roce 1954 v pouhých padesáti čtyřech letech.

## Práce a výzkum

Kovalentní vazba v molekule vodíku

- Kovalentní vazba v molekule vodíkuSpolečně s Walterem Heitlerem publikoval v roce 1927 první kvantově mechanické zpracování chemické vazby v molekule vodíku (základy teorie valenční struktury a teorie valenční vazby). Bylo to krátce po zavedení kvantové mechaniky Heisenbergem a Schrödingerem, protože kvantová mechanika byla klíčová při jejich vysvětlení kovalentní vazby. Další nezbytným objevem byl Pauliho princip o nerozlišitelnosti elektronů.
- Jeho první přednáška v roce 1928 na Friedrich-Wilhelms-Universität v Berlíně pojednávala o kvantové mechanice, zejména aplikacích na problémy více těles a chemii.
- V roce 1939 vydal knihu La théorie de l'observation en mécanique quantique, kterou napsal s Edmondem Bauerem (1880–1963).

- London vyvinul teorii chemické vazby homopolárních molekul. Jeho práce jsou považovány za milník v moderní chemii.

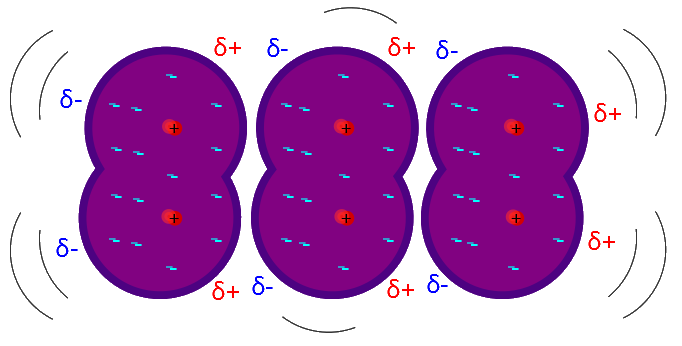
Disperzní síly: vznik okamžitých dipólů v nepolárních dvouatomových molekulách. Neuspořádaný pohyb elektronů kolem jádra způsobuje malou polarizaci molekuly (částečný záporný náboj δ^{−}, částečný kladný náboj δ^{+}).

- Disperzní síly: vznik okamžitých dipólů v nepolárních dvouatomových molekulách. Neuspořádaný pohyb elektronů kolem jádra způsobuje malou polarizaci molekuly (částečný záporný náboj δ−, částečný kladný náboj δ+).V oblasti mezimolekulárních sil vytvořil výraz disperzní efekt pro přitažlivost mezi dvěma atomy vzácných plynů ve velké vzdálenosti (asi 1 nanometr) od sebe. V současné době je tato interakce označována Londonova disperzní síla. Pro atomy a nepolární molekuly je Londonova disperzní síla jedinou mezimolekulární silou a je zodpovědná za jejich existenci v kapalném a pevném stavu. Pro polární molekuly je tato síla jednou z částí van der Waalsovy síly spolu se silami mezi permanentními molekulárními dipólovými momenty.
- Spolu se svým bratrem Heinzem Londonem vyvinul fenomenologickou interpretaci supravodivosti, která přispěla k lepšímu pochopení chemických pozorování pomocí kvantové mechaniky. Předpověděl vliv kvantování toku v supravodičích a postuloval, že elektrodynamika supravodičů je popsána masivním polem.
- London také vyvinul teorii rotační odezvy supravodiče, která způsobuje rotaci supravodiče a generuje magnetické pole. Tento efekt se po něm nazývá Londonův moment a je využíván v modelech rotační dynamiky neutronových hvězd.
- V USA pracoval především v oblasti superfluidity.